# Condado de Yanshou
El Condado de Yanshou (延寿县 ; pinyin : Yánshòu Xiàn) es una subdivisión administrativa de la provincia china de Heilongjiang eb la jurisdicción de la prefectura de Harbin de unos 250928 habitantes en 1999.